# The Consumers
The Consumers waren de eerste punkrockband uit Phoenix (Arizona), maar hun leden verhuisden snel naar Los Angeles en raakten betrokken bij het toen opkomende L.A. punkcircuit.

## Bezetting
- David Wiley[2] (zang, 1977-1978)
- Paul B. Cutler[3] (e-gitaar, 1977-1978)
- Greg Jones (gitaar, 1977-1978)
- Mikey Borens[4] (basgitaar, 1977-1978)
- Jim Allen[5] (drums, 1977)
- John 'Johnny Precious' Vivier (drums, 1977-1978)

## Geschiedenis
The Consumers werden in 1977 geformeerd in Phoenix met David Wiley op zang, Paul Cutler en Greg Jones op gitaar, Mikey Borens op bas en Jim Allen op drums (de laatste werd al snel vervangen door Johnny Precious, voorheen van de andere vroege Phoenix punkband The Liars). Cutler en Borens waren al ervaren muzikanten, sterk beïnvloed door avant-garde muziek en kunst, die ze vervolgens samenvoegden met de punkrage. Een vijandige ontvangst door het clubcircuit in Phoenix resulteerde vaak in een gewelddadige nasleep na de live optredens van de band en na ongeveer een jaar van frustratie verhuisde de band begin 1978 naar Los Angeles.
Aangekomen in LA, klikte de band met de 'Pasadena Mafia' (een informele bijnaam voor Pasadena-bands van de Los Angeles Free Music Society en Bpeople), maar werden alleen koel ontvangen door het punkrockpubliek in Los Angeles. Tijdens een optreden in The Whiskey kreeg Cutler ruzie met Kim Fowley en zijn gevolg. De band reageerde de volgende avond door als hun hele optreden een psychedelische interpretatie van Alley Oop uit te voeren, een nummer dat Fowley in de jaren 1960 had geproduceerd. The Consumers kwamen ten einde toen Jones eind 1978 besloot terug te keren naar Phoenix.
Er bestaat vanaf 1977 slechts één opname van de band. Met de hulp van Cutlers vriend Joey Dears werd in acht uur tijd een heel album aan nummers opgenomen, gebruikmakend van studiotijd die Dears had verzameld in een studio in Phoenix. Het werd postuum uitgebracht in 1995 als All My Friends Are Dead. Cutler ging verder met het formeren van Vox Pop en vervolgens 45 Grave, waarvan de laatste veel nummers van The Consuments in hun setlist opnam. In 1982 ontwierp en produceerde Cutler de debuut-ep van The Dream Syndicate en later voegde hij zich bij de band op gitaar voor hun laatste twee albums Out of the Grey (1986) en Ghost Stories (1988), vóór hun ontbinding in 1989. Borens ging verder met Cutler in 45 Grave, evenals met The Romans, Chris Cacavas en Cathedral of Tears. Hij overleed in 2016.
Wiley begon te werken met andere muzikanten uit de kringen Pasadena Mafia en LAFMS en vormde Human Hands, een band die de kern vormt van het artpunk- en het Associated Skull Bands-circuit van Los Angeles. Wiley overleed in 1986. Allen ging spelen en opnemen met de kortstondige, maar plaatselijk populaire powerpopband Blue Shoes uit Phoenix. Vivier ging spelen met The Feederz, Vox Pop en Killer Pussy. Hij overleed in 1985.

## Discografie

### Studioalbums
- 1995: All My Friends Are Dead (In the Red Recordings)